# Coldwater (Ohio)
Coldwater è un villaggio degli Stati Uniti d'America, situato nello stato dell'Ohio, nella contea di Mercer.